# Taynton (Oxfordshire)
Pour les articles homonymes, voir Taynton.
Taynton est une paroisse civile et un village de l'Oxfordshire, en Angleterre.